# Парламентские выборы на Барбадосе (1946)
Парламентские выборы на Барбадосе проходили в ноябре 1946 года для избрания 24 депутатов Палаты собрания в парламенте Барбадоса. Существоваший имущественный ценз, составлявший 20 фунтов стерлингов, существенно ограничивал количество выборщиков. Барбадосская лейбористская партия во главе с сэром Грэнтли Адамсом получила 9 из 24 мест Палаты собрания. На втором месте оказалась Партия Вест-Индского национального конгресса во главе с Уинтером Кроуфордом с 7 местами, а от Ассоциации выборщиков Барбадоса во главе с Джеком Уилкинсоном были избраны 6 депутатов. После выборов был проведён т. н. «эксперимент Буше», в результате которого избранным членам были предоставлены квазиминистерские портфели, поскольку формальный кабинет министров на Барбадосе был введён только в 1954 году.

## Результаты
|                                  | Барбадосская лейбористская партия            | 9  | +1 |
|                                  | Партия Вест-Индского национального конгресса | 7  | -1 |
|                                  | Ассоциация выборщиков Барбадоса              | 6  | -2 |
|                                  | Независимые                                  | 2  | +2 |
| Всего                            | Всего                                        | 24 | 0  |
| Источник: Parliament of Barbados |                                              |    |    |